# Гух'ясамаджа тантра
Гух'ясамаджа тантра (санскр. Guhyasamāja, тиб. Gsang ’dus rtsa rgyud, також Tathāgataguhyaka (Таємниці Татхагати)) — в багатьох працях Гух'ясамаджа тантра згадується як «вища з тантр», «цариця всіх тантр».
Тантра надзвичайно швидкий, але так само небезпечний шлях до Пробудження. Цей шлях потребує знання специфічної термінології і настанови Вчителя.

## Історія Гух'ясамаджа-тантри
Гух'ясамаджа тантра — це перша тантра яку проповідував людям Будда. Вважається що Гух'ясамаджа являє собою сутність всіх повчань Будди. І що цю тантру слід розглядати як окремий незалежний твір без зв'язку з іншими тантрами.
Гух'ясамаджа була перекладена в період раннього розповсюдження вчення — переклалачем Че Таши. Знайдено, також декілька тибетських коментарів до Гух'ясамаджи.
Послідовники тантри розповідають, що індійський цар Індрабодхі звернувся до Буди з проханням дати йому такий метод Звільнення, щоб він при цьому не покидав своїх нагальних справ. Бхагаван сівши в центрі мандали з тридцятьма божествами навкруги, перетворившись у форму яб-юмб Гух'ясамаджи, і виклав царю тантру Гух'ясамаджи. В цей час садівник царя, Сараха випадково почув проповідь і також отримав посвяту в тантру на одному рівні з царем. Сараха записав метод споглядання Гух'ясамаджи і пізніше навчав людей.
Перші згадки тантри в Тибеті пов'язані з прибуттям у VIII ст. вчителя Будхагух'ї . Він оселився у підніжжя гори Кайлас. Сюди ж прибули направлені царем Тісонг Деценом тибетські посли.

### Опис ідама

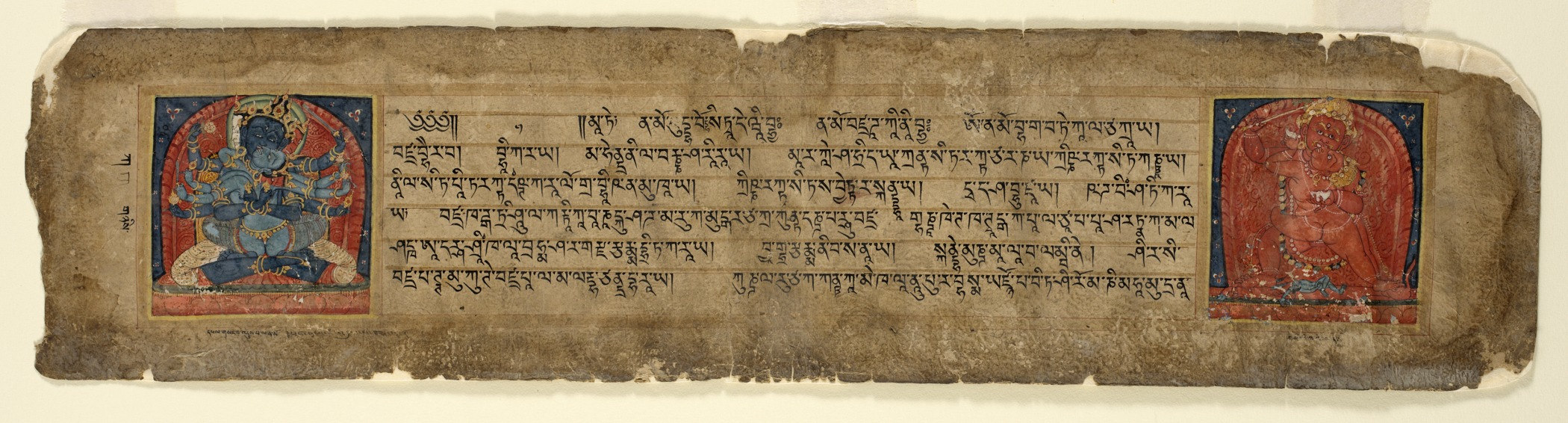
Гух'ясамаджа (ліворуч), Рактаямарі (праворуч), Фоліо від Дхарані (Захисні або посилюючі заклинання)

Ідам — це божество, яке бере безпосередню участь в проповіді тантри. У Гух'ясамаджі шість рук. Він сидить в позі лотоса на місячному диску. В нього три обличчя. Центральне обличчя — синього кольору, праве-білого, ліве-червоного. Три обличчя символізують перетворення трьох отрут: прив'язаності, невігластво і гнів. Тіло Гух'ясамаджи темно-синього кольору. В своїх обіймах він тримає дружину — Спаршаваджру.[джерело?]

## Практика тантри
Шлях Гух'ясамаджи тантри настільки ж небезбечний — наскільки швидкий.
В Гух'ясамаджа–тантрі розглядається метод досягнення ілюзорного тіла. Особливою практикою є йога вітру. Вітри (санскр. prana, тиб. Rlung) пересуваються по особливим енергетичним каналам, наді (санскр. nāḍī, тиб. rtsa), безпосередньо в тілі людини. Виділяють три основні канали: центральний, лівий і правий. Обличчя Гух'ясамаджи символізує три енергії: енергію гніву, невігластва, прив'язаності. Пересування вітру по лівому і правому каналах пов'язано із затьмаренням невігластва і гніву, ці забруднення заважають вільному проходженню прани. В центральному каналі вітер змінюється в тонкий вид енергії, який служить фундаментом для досягнення ясного світла. Ціль практики закладається в досягненні самбхогакаї, тіла Чистого Світу Форм, і досягнення стану Будди самбхогакаї.
Для практики ілюзорного тіла необхідна посвята від Вчителя, якого називають таємним. Практика тантри не принесе гарного результату без вірного розуміння суті шляху, без відповідної підготовки учня. При забрудненій свідомість пагубними бажаннями, вітри будуть концентруватися лише в нижніх чакрах, що не призведе до гарного переродження. Більшість текстів які описують тантричні вчення не розраховані на західного читача і мають під собою багато прихованих істин і положень які не зрозуміти без допомоги Вчителя. Одне слово Вчителя заміняє сотні написаних тексті з тантри. Завдяки цим положенням тантру називають таємною практикою.